# Pallavolo al Festival olimpico estivo della gioventù europea - Torneo maschile
Il torneo maschile di pallavolo al Festival olimpico estivo della gioventù europea è una competizione pallavolistica per squadre nazionali europee, riservata a giocatori con un'età inferiore di 19 anni, organizzata con cadenza biennale dal COE e della CEV, durante il Festival olimpico della gioventù europea.

## Edizioni
| Edizione                                                                   | Edizione           | Podio         | Podio         | Podio         |
| Anno                                                                       | Organizzatore      | Campione      | Seconda       | Terza         |
| -------------------------------------------------------------------------- | ------------------ | ------------- | ------------- | ------------- |
| Dal 2003 al 2023 la competizione è stata riservata alle nazionali under 19 |                    |               |               |               |
| 2003 Dettagli                                                              | Parigi             | Polonia       | Germania      | Slovenia      |
| 2005                                                                       | Lignano Sabbiadoro | Non disputato | Non disputato | Non disputato |
| 2007                                                                       | Belgrado           | Non disputato | Non disputato | Non disputato |
| 2009 Dettagli                                                              | Tampere            | Polonia       | Serbia        | Germania      |
| 2011 Dettagli                                                              | Trebisonda         | Turchia       | Russia        | Francia       |
| 2013 Dettagli                                                              | Utrecht            | Russia        | Polonia       | Turchia       |
| 2015 Dettagli                                                              | Tbilisi            | Polonia       | Bulgaria      | Italia        |
| 2017 Dettagli                                                              | Győr               | Italia        | Francia       | Russia        |
| 2019 Dettagli                                                              | Baku               | Italia        | Belgio        | Russia        |
| 2021 Dettagli                                                              | Banská Bystrica    | Italia        | Bulgaria      | Rep. Ceca     |
| 2023 Dettagli                                                              | Maribor            | Francia       | Italia        | Rep. Ceca     |
| Dal 2025 la competizione è riservata alle nazionali under 18               |                    |               |               |               |
| 2025 Dettagli                                                              | Skopje             | Polonia       | Francia       | Italia        |

## Medagliere
| Pos. | Squadra   | 1º posto | 2º posto | 3º posto | Totale |
| ---- | --------- | -------- | -------- | -------- | ------ |
| 1    | Polonia   | 4        | 1        | 0        | 5      |
| 2    | Italia    | 3        | 2        | 1        | 6      |
| 3    | Russia    | 1        | 1        | 2        | 4      |
| 4    | Francia   | 1        | 1        | 2        | 4      |
| 5    | Turchia   | 1        | 0        | 1        | 2      |
| 6    | Bulgaria  | 0        | 2        | 0        | 2      |
| 7    | Germania  | 0        | 1        | 1        | 2      |
| 8    | Belgio    | 0        | 1        | 0        | 1      |
| 8    | Serbia    | 0        | 1        | 0        | 1      |
| 10   | Slovenia  | 0        | 0        | 1        | 1      |
| 10   | Rep. Ceca | 0        | 0        | 1        | 1      |